# Ciencia y tecnología en Bolivia
La ciencia y la tecnología en Bolivia constituye un conjunto de políticas, planes y programas llevados a cabo por el Estado, las universidades e institutos nacionales, las empresas, y otros organismos y asociaciones nacionales e internacionales orientadas hacia la investigación, el desarrollo y la innovación (I+D+i) en Bolivia, así como las infraestructuras e instalaciones científicas y tecnológicas.
El país destina el 0,16 de su PBI a investigación y desarrollo, siendo el país que menos invierte en América Latina.
Según el Índice mundial de innovación, a cargo de la Organización Mundial de la Propiedad Intelectual, en 2024, Bolivia se ubicó en lugar 100 en innovación entre 133 países del mundo, mientras que en 2023 ocupó el lugar 97.

## Historia

### Primeras universidades
La primera universidad de Bolivia fue la Universidad Mayor Real y Pontificia San Francisco Xavier de Chuquisaca fundada en Sucre en 1624. En el siglo XIX se le suman la Universidad Mayor de San Andrés (1830), Universidad Mayor de San Simón (1832), Universidad Autónoma Gabriel René Moreno (1879), Universidad Autónoma Tomás Frías (1892) y Universidad Técnica de Oruro (1892).
En 1826 la educación universitaria se dirigía principalmente a la formación de las élites socioeconómicas. Esto continúa durante el período de la República, aunque debió enfrentarse a los primeros movimientos estudiantiles de reforma universitaria. La autonomía universitaria fue conseguida en 1930, por un Decreto Supremo, durante el Gobierno del presidente Gral. Carlos Blanco Galindo.
En 1860 el presidente José María Linares funda la primera Academia Nacional de Ciencias. Su primer presidente el doctor Agustín Aspiazu.

### Décadas de 1960 y 1970
El 23 de septiembre de 1960 por medio del Decreto Supremo Número 5582 del presidente Victor Paz Estenssoro se define a la Academia Nacional de Ciencias  como la institución rectora de la ciencia en el país. Se determina que estará conformada por 32 académicos vitalicios.
El decreto supremo 15111 de 1977 estableció el Sistema Nacional de Desarrollo Científico y Tecnológico (SINDECYT), que se encuentra conformado por el Consejo Nacional de Desarrollo Científico y Tecnológico(CONDECYT) y la Dirección de Ciencia y Tecnología (DICYT) que dependen del Ministerio de Planeamiento y Coordinación.

### Décadas de 1980 y 1990
En 1985 surge en Bolivia la educación superior privada y se abren numerosos centros educativos, siguiendo un modelo tecnocrático divorciado de la realidad nacional.
En 1991 se publica el decreto 22908 que define el Sistema Nacional de Ciencia y Tecnología (SINACYT) y crea el Consejo Nacional de Ciencia y Tecnología (CONACYT). La función del CONACYT según el decreto es la de planificar las políticas, estrategias e instrumentos necesarios para impulsar el Sistema Nacional de Ciencia y Tecnología. También se crea el Fondo Nacional de Ciencia y Tecnología (FONDECYT) que se define como el organismo financiero del Sistema Nacional de Ciencia y Tecnología.
CONACYT publica en 1997 un documento titulado "Política, Estrategia y Plan de Mediano Plazo para el Desarrollo de la Ciencia, la Tecnología y la Innovación en Bolivia 1997 - 2002" donde se delinean las estrategias propuestas para ese período.  Los objetivos propuestos involucraban el desarrollo de la investigación y de la prestación de servicios científicos y tecnológicos, el mejoramiento de la transferencia tecnológica y la vinculación con empresas y el desarrollo de mecanismos financieros para sostener la inversión.

### Décadas de 2000 y 2010
En 2006, con la llegada de Evo Morales al poder, se crea el Viceministerio de Ciencia y Tecnología por medio de la ley 3351, dependiente en una primera instancia del Ministerio de Planificación del Desarrollo y luego del Ministerio de Educación. Según el decreto supremo 29894 de 2009 las funciones del viceministerio son: diseñar las políticas de CyT, implementar el Sistema Boliviano de Innovación y coordinar el funcionamiento de los centros de investigación.
En 2009 se crea el Instituto Tecnológico Bolivia Mar uno de los centros de formación técnica más importantes de El Alto. Allí se forman técnicos superiores en sistemas, construcción civil, electricidad y mecánicas, entre otros.
En 2009 el viceministerio publica el Plan de Ciencia y Tecnología que se centra en cinco ejes:
- Política 1: Ciencia, tecnología e innovación (CTI) para el desarrollo productivo
- Política 2: CTI para el conocimiento de la realidad natural y social  y  sus  potencialidades
- Política 3: CTI para la solución de los problemas regionales y nacionales, con soberanía e inclusión social.
- Política 4: Cultura científica inclusiva para la construcción de una sociedad del conocimiento con características  propias
- Política 5: Recuperación, protección y utilización de los saberes  locales y conocimientos ancestrales

### Investigación por área

#### Astronomía
En 1943 se inauguró la estación científica de Chacaltaya, que en 1947 fue ampliada para estudiar física cósmica bajo la dirección del brasileño César Lattes. Así, instaló el Observatorio Astrofísico del Chacaltaya a 5.000 metros de altura, en la Cordillera de los Andes bolivianos. En 1969, Lattes y su grupo descubrieron la masa de las denominadas bolas de fuego, un fenómeno espontáneo que ocurre durante las colisiones de altas energías, y las cuales habían sido detectadas por la utilización de placas de emulsión fotográfica nucleares inventadas por él y colocadas en la cima del Chacaltaya.
El Observatorio Astronómico Nacional de Bolivia fue creado el 14 de abril de 1984, está ubicado en Tarija en la localidad de Santa Ana. Se organizó sobre la base de la Expedición Astronómica del Observatorio Astronómico Principal (Pulkovo) de la Academia de Ciencias de Rusia.

#### Ciencias agropecuarias
En 1948 se fundó el Servicio Agrícola Interamericano (SAI), que implementó estaciones experimentales en los diferentes agroecosistemas de Bolivia con financiamiento de Estados Unidos. Durante este período se produjeron incrementos en la productividad de los cultivos tradicionales, la aceptación de nuevas variedades y la introducción de la ganadería en el Altiplano.
Con la reorientación de recursos de Estados Unidos, el SAI desaparece y sus funciones son absorbidas por Ministerio de Agricultura que crea el Instituto Boliviano de Tecnología Agropecuaria (IBTA) en 1974. En la década de 1980, su presupuesto de investigación se redujo de manera drástica debido a la política de ajuste que llevaron a cabo los gobiernos nacionales a pedido del FMI. La investigación básica fue recortada y se redujo a algunos programas básicos mientras que el resto de las investigaciones fue delegado a centros financiados con fondos privados. Durante los años 1990 la situación continuó con la misma dinámica, incluyendo reducción de personal, hasta que el instituto cerró definitivamente sus puertas en 1997.

#### Ciencias sociales
En mayo de 1974 se inauguró el primer centro de investigación en economía y sociología, el Instituto de Investigaciones Socio-Económicas (IISEC). En el 2013 se crea el Centro de Investigaciones Sociales (CIS), dependiente de la Vicepresidencia del Estado Plurinacional de Bolivia, cuyo propósito es producir investigaciones en ciencias sociales y humanas.

#### Geología
El científico alemán Federico Ahlfeld (1892 - 1982) es considerado el padre de la mineralogía en Bolivia.  En 1960 fundó el Colegio de Geólogos de Bolivia y fue miembro de la Academia Nacional de Ciencias de Bolivia en 1967.

#### Investigación aeroespacial
El plan espacial nacional es llevado adelante por la Agencia Boliviana Espacial (ABE) creada en 2010. Es la encargada de manejar el satélite Túpac Katari y las dos estaciones terrenas inauguradas en 2013: Amachuma y La Guardia.